# Академия независимых часовщиков
Académie Horlogère des Créateurs Indépendants (AHCI) (рус. Академия независимых часовщиков) — общество, основанное Свендом Андерсеном (Svend Andersen) и Винсентом Калабрезе (Vincent Calabrese), согласно артиклю 60 и посл. Швейцарского гражданского законодательства, в 1985 году. Целью этого сообщества являлось желание возродить традиционное ремесленное искусство часового дела, равносильное индустриальному изготовлению механических часов.
Месторасположением сообщества является коммуна Вихтрах в кантоне Берн.
AHCI является интернациональной организацией и насчитывает в настоящий момент 36 членов и 5 кандидатов из более чем 12 различных стран, которые изготавливают самые разнообразные виды механических часов (наручные, карманные, настольные, музыкальные, а также часы с маятником)

## Цель, членство и органы управления

### Цель сообщества
- Определить наличие часовых мануфактур (мастерских), а также стимулировать их образование и развитие
- С помощью союза талантливых мастеров придать повышенное значение перед публикой
- Получение признания для участвующих мастеров

AHCI даёт также её членам возможность принять совместное участие в выставках с целью презентации своих часовых творений широкому кругу публики.

### Членство
Что бы стать членом AHCI, требуются выполнение многочисленных условий:
- способности и навыки часового дела
- кандидат академии должен разрабатывать собственные конструкции механизмов
- кандидат должен поручиться поддержкой двух поручителей, являющихся членами академии, которые будут сопровождать, поддерживать и оценивать работу кандидата
- кандидатура длится не менее двух лет
- генеральное собрание AHCI должно единогласно принять кандидата в члены академии

Из вышесказанного следует, что не обязательно наличие образования часовщика, что бы занять место кандидата или позже члена академии. Уже не раз достигали самоучки больших высот в истории, среди членов академии (см. Джон Гаррисон или Джордж Дэниэлс) также находятся физики или инженеры. Так как член академии также должен изготавливать собственные механизмы вручную, академиками проводится строгий контроль и этих навыков.

### Органы управления Академии
Согласно уставу полное собрание членов академии является ведущим органом её управления. Собрание членов академии проводится два раза в год: весной совместно с выставкой Baselworld и осенью, организованное одним из членов академии.
- В 2005 году Виенне Хальтер (Vianney Halter) (Сент-Круа/ Швейцария)
- В 2006 году Анисето Пита (Aniceto Jiménez Pita) (в Барселоне/ Испания)
- В 2007 году Марко Ланг (Marco Lang) (в Дрездене/ Германия)
- В 2008 году Петер Вибмер (Peter Wibmer) (в Вене/ Австрия)

## Члены Академии
К значимым членам академии относятся её основатели Джордж Дэниэлс, Джон Казес (Jean Kazes) и Петер Шмид (Peter Schmid), а также её председатели Филлипп Вурц (Phillippe Wurtz) и Марко Ланг (Marco Lang).

### Список членов Академии
- Свенд Андерсен (Andersen, Svend);
- Сорен Андерсен (Andersen, Søren)
- Феликс Баумгартнер (Baumgartner, Felix);
- Аарон Бечей (Becsei, Aaron);
- Роберт Брей (Bray, Robert);
- Винсент Калабрезе (Calabrese, Vincent);
- Константин Чайкин (Konstantin Chaykin);
- Джордж Дэниэлс (Daniels, George);
- Николя Делалой (Delaloye, Nicolas);
- Филипп Дэфо (Dufour, Philippe);
- Мики Элита (Eleta, Miki);
- Пауль Гербер (Paul Gerber);
- Беат Халдиман (Haldimann, Beat);
- Виенне Хальтер (Halter, Vianney);
- Франсуа-Поль Журне (Journe, François-Paul);
- Франк Ютци (Jutzi, Frank);
- Жан Кацес (Kazes, Jean);
- Киу Тай Йу (Kiu, Tai Yu);
- Кристиан Клингс (Klings, Christian);
- Марко Ланг (Lang, Marco);
- Бернхардом Ледерер (Lederer, Bernhard);
- Франк Мюллер (Muller, Frank)1958;
- Себастиан Нешке (Naeschke, Sebastian);
- Матиас Нешке (Naeschke, Matthias);
- Райнер Нинабер (Nienaber, Rainer);
- Анисето Пита (Pita, Aniceto);
- Томас Прешер (Prescher, Thomas);
- Антуан Пресьюзо (Preziuso, Antoine);
- Петер Шмид (Schmid, Peter);
- Питер Спик-Марин (Speake-Marin, Peter);
- Андреас Штрелер (Strehler, Andreas);
- Кристиана ван дер Клау (Van der Klaauw, Christian);
- Кари Вутилайнен (Voutilainen, Kari);
- Волкер Вискосил (Vyskocil, Volker);
- Петер Вибмер (Wibmer, Peter);
- Филлипп Вурц (Wurtz, Philippe)

## История Академии
Основу для создания академии заложил Винсент Калабрезе. Тогда он изобрел для часового производителя Corum модель «Golden Bridge», оставив при этом за собой права на эту модель, а также право самому применять изобретённый калибр. Он понял, как тяжело независимому часовому мастеру в одиночку продвигать свою продукцию. В то же время ему было ясно, что он являлся не единственным часовщиком с похожими проблемами. Тогда в 1985 году и произошло создание академии совместно с его другом Свеном Андерсеном. В часовом музее Le Locle-а прошла первая презентация академии широкой публике. В 1987 году ей последовала совместная выставка в Базеле на Baselworld. К тому времени были уже Джордж Дэниэлс, Бернард Ледерер и Франк Мюллер также в рядах членов академии.

## Значение AHCI
Кроме репутации и авторитета означает вступление в члены академии для часовщиков также экономические преимущества, такие как совместные презентации на выставках.
Важное изобретение 20-го века в отрасли механических часов сделал Джордж Дэниэлс. Уже в 1970 году он прославился изобретением коаксиального спуска (Спусковой механизм часов). В 1994 году производитель часов Omega решил изготовить серию этого спуска, вследствие чего в 1999 году от Омеги появилась в продаже серия «De Ville».
Изготовитель кожаных изделий Goldpfeil дал в 2001 году семи членам AHCI подряд разработать коллекцию часов для предприятия. Также как и для американского изготовителя ювелирных и часовых изделий Harry Winston разрабатывали его коллекцию «Opus» в основном члены академии.
Винсент Калабрезе прославился в 1977 своей разработкой часов «золотой мост» («Golden Bridge») для часового бренда Corum, а также разработанным в 1985 году летящим турбийоном с восьмидневным запасом ходя для фирмы Blancpain.
Помимо различных наград и призов (Prix Gaia 2007/ Chronosaward 2007 за инновационную технику) остаётся за Паулем Гербером мировой рекорд за самые маленькие деревянные часы в мире (размер механизма 2,2 см.), а также за самые сложные часы в мире. Эти часы находятся в собственности Лорда Aaran (Швейцария) и насчитывает 1116 деталей. Оба механизма этих часов занесены в книгу рекордов Гиннеса. Также он разработал калибр, сочетающий функции будильника и хронографа, который выпускается с 1997 года фирмой Fortis под названием F2001. Ровно как некоторые яйца Фаберже содержат механизмы Пауля Гербера. Таким образом многие разработки и изобретения членов AHCI попали в массовую продукцию.
Многие члены AHCI выпускают свои часы лимитированными сериями или уникатоми, в связи с чем они весьма ценятся коллекционерами. К примеру достигли карманные часы Джорджа Дэниэлса (изготовленные для Cecil Clutton в 1969 году) на аукционе Antiquorum в США цены 244.500 $, при том что изначальная цена этих часов составляла 1900 английских фунтов.